# Usar Mapin
Usar Mapin is een bestuurslaag in het regentschap Sumbawa van de provincie West-Nusa Tenggara, Indonesië. Usar Mapin telt 2360 inwoners (volkstelling 2010).